# Пічевка (Юргамиський район)
Пі́чевка (рос. Пичевка) — присілок у складі Юргамиського району Курганської області, Росія. Входить до складу Кислянської сільської ради.
Населення — 36 осіб (2010, 52 у 2002).